# René Rensch
René Rensch (født 18. marts 1969 i Kyritz) er en tysk tidligere roer.

## Rokarriere
Renschs første store internationale resultat kom i 1984, hvor han var med til at blive juniorverdensmester for DDR i firer med styrmand som bådens styrmand, en præstation han gentog året efter. Som senior kom han med i den østtyske toer med styrmand, som var med til at blive nummer fire i 1987.
Ved OL 1988 i Seoul stillede han op for DDR i toer med styrmand sammen med Detlef Kirchhoff og Mario Streit – samme besætning som var til VM året forinden. Østtyskerne vandt deres indledende heat og blev nummer to i semifinalen efter Italien. I finalen var italienerne fortsat suveræne og vandt med et forspring på næsten to sekunder ned til østtyskerne, der sikrede sig sølvet foran Storbritannien på tredjepladsen.

## OL-medaljer
- 1988:  Sølv i toer med styrmand